# Limotettix
Limotettix är ett släkte av insekter som beskrevs av Sahlberg 1871. Limotettix ingår i familjen dvärgstritar.

## Dottertaxa tillLimotettix, i alfabetisk ordning[1][2]
- Limotettix adipatus
- Limotettix ainoicus
- Limotettix angustatus
- Limotettix anthracinus
- Limotettix arctostaphyli
- Limotettix atricapilla
- Limotettix atricapillus
- Limotettix awae
- Limotettix balli
- Limotettix beameri
- Limotettix bisoni
- Limotettix brooksi
- Limotettix bullata
- Limotettix cacheola
- Limotettix chadchalicus
- Limotettix comptoniana
- Limotettix conservatus
- Limotettix cuneatus
- Limotettix danmai
- Limotettix dasidus
- Limotettix divaricatus
- Limotettix elegans
- Limotettix emeljanovi
- Limotettix ferganensis
- Limotettix finitimus
- Limotettix flavopicta
- Limotettix frigidus
- Limotettix glomerosa
- Limotettix harrisi
- Limotettix humidus
- Limotettix identicus
- Limotettix incerta
- Limotettix instabilis
- Limotettix kryptus
- Limotettix kuwayamai
- Limotettix luteola
- Limotettix medleri
- Limotettix melastigmus
- Limotettix minuendus
- Limotettix myralis
- Limotettix nigrax
- Limotettix nigristriatus
- Limotettix obesura
- Limotettix ochrifrons
- Limotettix omani
- Limotettix onukii
- Limotettix osborni
- Limotettix pallidus
- Limotettix parallelus
- Limotettix plutonius
- Limotettix pseudosphagneticus
- Limotettix pseudostriola
- Limotettix pullatus
- Limotettix salinus
- Limotettix schedia
- Limotettix scudderi
- Limotettix shasta
- Limotettix sphagneticus
- Limotettix strictus
- Limotettix striola
- Limotettix symphoricarpae
- Limotettix tachyporias
- Limotettix taramus
- Limotettix transversa
- Limotettix transversus
- Limotettix truncatus
- Limotettix tuvensis
- Limotettix typhae
- Limotettix uhleri
- Limotettix uneolus
- Limotettix urnura
- Limotettix vaccinii
- Limotettix varus
- Limotettix vilbasticus
- Limotettix xanthus
- Limotettix zacki